# بامبلبی (تبدیل‌شوندگان)

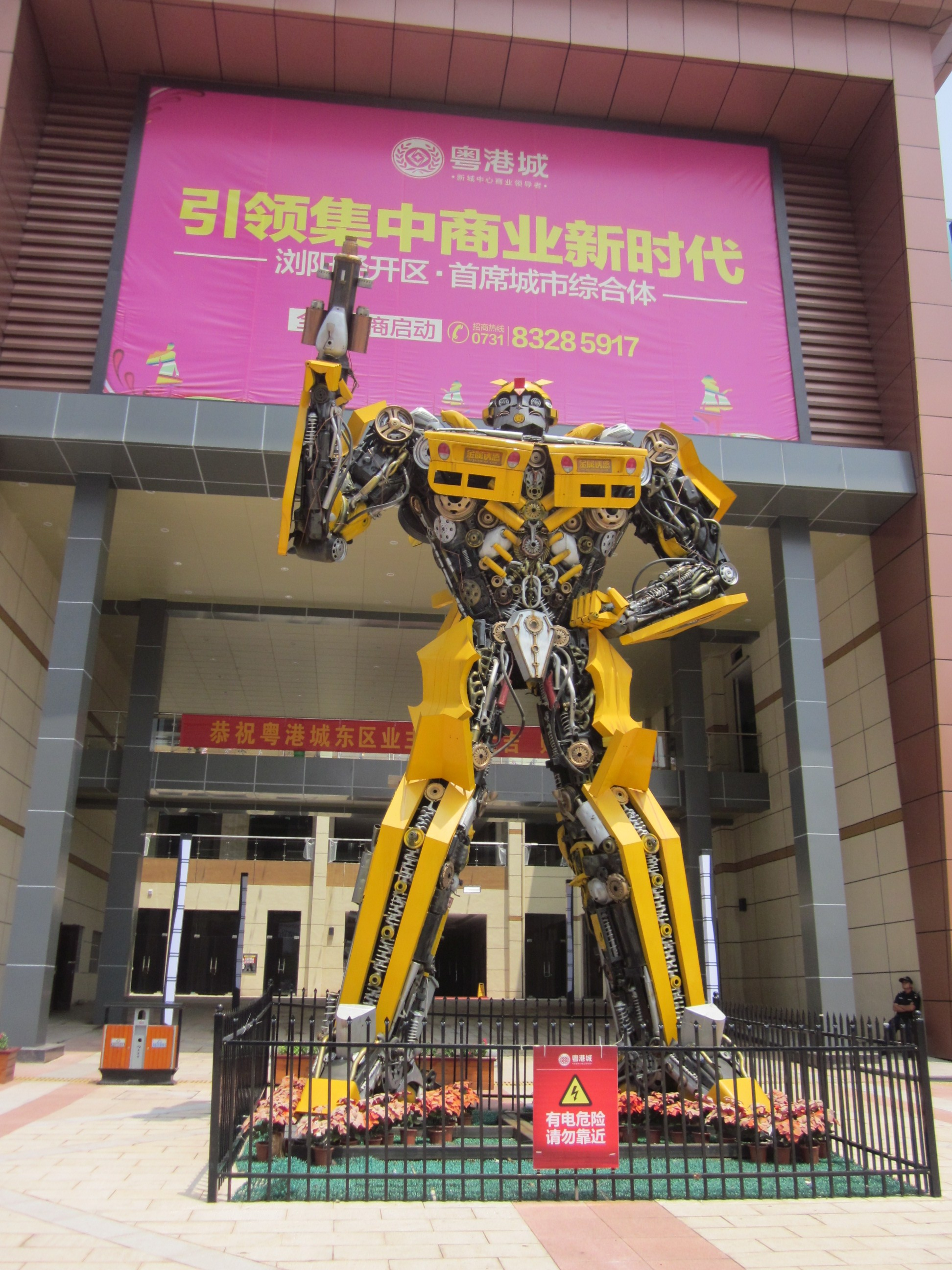
تصویری از سازه ربات ابرقهرمان بامبلبی

بامبلبی (به انگلیسی: Bumblebee) با عنوان رسمی بی-۱۲۷، یک شخصیت ربات ابرقهرمان تخیلی در مجموعه‌های تغییرشکل‌دهندگان است. این شخصیت یکی از اعضای اوتوبات‌ها، گروهی از روبات‌های فرازمینی دارای ادراک با توانایی تغییرشکل در سیاره سایبرتران است.
در بیشتر نسخه‌ها، بامبلبی کوچک — زرد رنگ با راه‌راه سیاه — و اکثر حالت‌های جایگزین او به شکل وسیله نقلیه و با الهام از نسل‌های مختلف شرکت خودروی عضلانی آمریکایی شورلت، و در نسخه‌های فیلم سینمایی آن یک شورلت کامارو زرد با نوارهای سیاه مسابقه‌ای بر روی آن است. طراحی اصلی خودرو بر اساس نوع ۱ کلاسیک اروپایی فولکس قورباغه‌ای است. نام این شخصیت برگرفته از بامبلبی، نوعی زنبور دارای خط‌های راه‌راه زرد و سیاه است که طرح رنگش با الهام از آن است. بامبلبی در بیشتر قسمت‌های این مجموعه حضور دارد و بعدها تبدیل به شخصیت اصلی در مجموعه تلویزیونی تغییرشکل‌دهندگان: روبات‌ها در خفا (۲۰۱۵)، بامبلبی (۲۰۱۸)، و انیمیشن تغییرشکل‌دهندگان: سایبرورس شد.
شرکت موتورسیکلت سازی هندی (باجاج) در تولید محصول RS 200 که یک موتورسیکلت سبک ریس میباشد از این ربات الهام گرفته است.